# Saison 6 de La Vie de famille
Chronologie
Saison 5 Saison 7
Cet article présente la sixième saison de la sitcom américaine La Vie de famille (Family Matters).

## Distribution

### Acteurs principaux
- Reginald VelJohnson (VF : Marc Cassot) : Carl Otis Winslow
- Jo Marie Payton-Noble (VF : Claude Chantal) : Harriette Winslow
- Darius McCrary (VF : Adrien Antoine) : Edward « Eddie » James Arthur Winslow
- Kellie Shanygne Williams (VF : Sarah Marot) : Laura Lee Winslow
- Rosetta LeNoire (VF : Jane Val) : Estelle « Mamie » Winslow
- Jaleel White (VF : Gilles Laurent) : Steven Quincy « Steve » Urkel/Myrtle Urkel
- Bryton McClure : Richard « Richie » Crawford
- Shawn Harrison (en) : Waldo Geraldo Faldo
- Michelle Thomas : Myra Monkhouse

### Acteurs récurrents
- Telma Hopkins : Rachel Crawford

## Liste des épisodes

### Épisode 1:Être ou ne pas être [1/2]
- États-Unis : 23 septembre 1994 sur ABC

- Lisa Ann Grant : Photographe
- Victor Wilson : Waiter

### Épisode 2:Être ou ne pas être [2/2]
- États-Unis : 30 septembre 1994 sur ABC

- Garcelle Beauvais : jeune mère Winslow

### Épisode 3:Eddie s'émancipe
- États-Unis : 7 octobre 1994 sur ABC

- Cherie Johnson : Maxine Johnson
- Kimberly Russell : Darlene
- Marita Stavrou : Kim

### Épisode 4:Tous aux abris
- États-Unis : 14 octobre 1994 sur ABC

- Judith Drake : clientèle se plaignant
- Angus Duncan : Martin
- Meghan O'Sullivan : livreuse de pizza
- F. William Parker : M. Waxman
- Tom Poston : M. Looney
- Fred Willard : Vice-principal Mallet

### Épisode 5:L'Amitié d'abord
- États-Unis : 21 octobre 1994 sur ABC

- Gary LeRoi Gray : Little G
- Telma Hopkins : Rachel Crawford
- Shanga Parker : Lyle
- Terri J. Vaughn : fille à la fête #1
- Tasha Taylor : fille à la fête #2

### Épisode 6:Nuit de terreur
- États-Unis : 28 octobre 1994 sur ABC

- Telma Hopkins : Rachel Crawford

### Épisode 7:Le Parcours du combattant
- États-Unis : 4 novembre 1994 sur ABC

- Sherman Hemsley : Capitaine Savage
- Cherie Johnson : Maxine Johnson

### Épisode 8:Steve se jette à l'eau
- États-Unis : 11 novembre 1994 sur ABC

- Billy Boulton : Ricky
- Telma Hopkins : Rachel Crawford
- Marcia Jeffries : Marcia Jeffries
- Eddie Mekka : M. Nutting

### Épisode 9:La Falaise du paradis
- États-Unis : 18 novembre 1994 sur ABC

- Telma Hopkins : Rachel Crawford

### Épisode 10:Haute Voltige
- États-Unis : 25 novembre 1994 sur ABC

- Joel Anderson : instructeur de vol
- Joe Keyes : Tony, le furet
- Thom Sharp : voix de la tour de contrôle

### Épisode 11:Touche pas à ma copine
- États-Unis : 16 décembre 1994 sur ABC

- Max the Dog : Howard, le chien
- Art Evans : Ben
- Telma Hopkins : Rachel Crawford

### Épisode 12:Miracle dans la rue des ormes
- États-Unis : 6 janvier 1995 sur ABC

- Mariann Aalda : Lois
- Sherman Hemsley : Capitaine Savage
- Cherie Johnson : Maxine Johnson

### Épisode 13:Le Gâteau de la discorde
- États-Unis : 20 janvier 1995 sur ABC

- Lamont Bentley : Andre
- Benny Grant : étudiant
- Sherman Hemsley : Capitaine Savage
- Terence Mathews : Roscoe
- Andrea White : bénévole

### Épisode 14:Générosité
- États-Unis : 3 février 1995 sur ABC

- Carl Ciarfalio : joueur de bras de fer
- David Lea : Jack
- James Lew : James Lew
- Robert Wall : lui-même

### Épisode 15:Le Nouveau Fils
- États-Unis : 10 février 1995 sur ABC

- Ryan Bollman : Gun Salesman
- Kyndra Joy Casper : fille #2
- Raushan Hammond : membre du club latin
- Sonya Haynes : fille #1
- Cherie Johnson : Maxine Johnson
- Tracey Cherelle Jones : Toni
- Trina McGee : Josie
- Freddie Prinze Jr. : garçon
- Mailon Rivera : DJ

### Épisode 16:L'Arme
- États-Unis : 17 février 1995 sur ABC

- Channing Chase : Beth
- Sondra Currie : Sharon
- Lewis Dauber : Ministre Barnes
- Susan Dawkins : Rebecca
- Cherie Johnson : Maxine Johnson
- Tom Poston : Mr. Looney
- Carl Strano : Stan

### Épisode 17:Steve se fait sonner les cloches
- États-Unis : 24 février 1995 sur ABC

- Johnny Brown : Pasteur Fuller
- Spencer Garrett : Larry Johnson
- Richard Kline : M. Fleming
- Heather Morgan : Marilyn

### Épisode 18:À un cheveu
- États-Unis : 3 mars 1995 sur ABC

- Annie Gagen : Mme Melville
- Gary LeRoi Gray : Little G
- Cherie Johnson : Maxine Johnson
- Christopher Michael : officier de police
- Michael Prozzo : Robinson
- Marcus Toji : petit garçon

### Épisode 19:Mon oncle ce héros
- États-Unis : 17 mars 1995 sur ABC

- Ron Canada : Dave McClure
- Greg Collins : Officier Miller
- Kathryn Joosten : inspecteur dans l'épicerie
- David St. James : Joey
- Tammy Townsend : Greta McClure
- Richard Vidan : Ricky

### Épisode 20:Le Héros malgré lui
- États-Unis : 24 mars 1995 sur ABC

- Susan Dawkins : pom-pom girl
- Venus DeMilo : K.C.
- Bob Glouberman : groom
- Martin Grey : livreur
- Cherie Johnson : Maxine Johnson
- Craig Kirkwood : Gary Menteer
- Mindy Sterling : Coach

### Épisode 21:Quoi de neuf, doc?
- États-Unis : 31 mars 1995 sur ABC

- Lisa Colbert : réceptionniste
- Telma Hopkins : Rachel Crawford (archive)
- Thom Sharp :
- Rachel True : Sue

### Épisode 22:Nous irons tous à Disneyworld [1/2]
- États-Unis : 28 avril 1995 sur ABC

- Telma Hopkins : Rachel Crawford
- David L. Lander : Oliver
- JD Roberto : groom
- Russell Sanderlin Sr. : invité de mariage
- Shari Shaw : Zoralee
- David Spates : membre de l'audience

### Épisode 23:Nous irons tous à Disneyworld [2/2]
- États-Unis : 5 mai 1995 sur ABC

- Anthony Franco : Vincenzo
- Mike Guy : Science Fair Judge
- Telma Hopkins : Rachel Crawford
- David L. Lander : Oliver
- Phynjuar : Mitzi Monkhouse
- Russell Sanderlin Sr. : invité de mariage

### Épisode 24:On achève bien les Urkels
- États-Unis : 12 mai 1995 sur ABC

- Cerita Monet Bickelmann : Elizabeth
- Tony Borowiak : lui-même
- Delious : lui-même
- Jabu Dinani : Bob
- Cherie Johnson : Maxine Johnson
- Jamie Lamar Jones : lui-même

### Épisode 25:Sans toit, ni loi
- États-Unis : 19 mai 1995 sur ABC

- Cherie Johnson : Maxine Johnson
- Lark Voorhies : Dream Girl

## Anecdotes
- Michelle Thomas devient une actrice régulière dès le premier épisode. Elle est absente de onze épisodes.
- Bryton McClure est absent de quinze épisodes.
- Rosetta LeNoire est absente de onze épisodes.
- Shawn Harrison est absent de sept épisodes.
- Darius McCrary est absent de l'épisode 18.